# 教堂公園道-110街車站 (IND第八大道線)
教堂公園道-110街車站（英語：Cathedral Parkway–110th Street station）是紐約地鐵IND第八大道線的一個慢車地鐵站，位於中央公園西北角西110街及費特里克·道格拉斯林蔭路交界，設有C線（任何時候停站（深夜除外））、A線（僅深夜停站）與B線（僅平日停站）列車服務。

## 歷史
此站在1932年9月10日作為第一條市營地鐵路線IND第八大道線通車而啟用。當時路線來往錢伯斯街至207街。全線工程費用1.912億美元。雖然IRT百老匯-第七大道線已經提供往華盛頓高地的列車服務，全新途經聖尼古拉斯大道的第八大道地鐵提供一條額外路線。
在2015－2019年MTA資金計劃，車站根據增進車站倡議進行全面翻新，並關閉幾個月。更新內容包括蜂窩服務、Wi-Fi、USB充電站、互動服務建議和地圖。2017年6月1日一個提出建議重建72街、86街、教堂公園道-110街及163街-阿姆斯特丹大道車站，紐約市運輸及巴士委員會在2017年10月正式推薦MTA批出1.11億美元合約予ECCO III企業。作為翻新的一部分，車站在2018年4月9日關閉至2018年9月2日。9月2日南行月台首先重開，9月4日北行月台亦重開。

## 車站結構
| G        | 街道     | 出入口                                                                                        |
| P 月台層 | 側式月台 | 側式月台                                                                                      |
| P 月台層 | 北行慢車 | ← 平日往貝德福德公園林蔭路或145街 (116街) ← 往168街 (116街) ← 深夜時往英伍德-207街 (116街)    |
| P 月台層 | 北行快車 | ← 不停靠                                                                                      |
| P 月台層 | 南行快車 | → 不停靠 →                                                                                    |
| P 月台層 | 南行慢車 | → 平日往布萊頓海灘 (103街) → → 往尤克利德大道 (103街) → → 深夜時往遠洛克威-莫特大道 (103街) → |
| P 月台層 | 側式月台 |                                                                                               |

此地下車站於1932年9月10日啟用，設有兩個側式月台和四條軌道。在車站南端，北行快車軌道下降至低於其他第八大道線的三條軌道。
車站南端，各月台的兩條樓梯前往軌道上方的夾層，容許反方向轉乘。110街出口曾經設有下通道，但一直關閉。
此站的藝術品於1999年安裝，名為。其設有三個不同範圍的馬賽克面板，每個月台各兩個以及位於夾層的一個。

### 出口
此站的全時間出入口位於南端服務109街。由車站南端軌道上方的夾層，設有一系列閘機可供進出。付費區外設有詢問處和兩條樓梯通往街道上。南行月台的北端還有額外同層出入口，服務110街。該處設有非全日的四部閘機，並沒有任何員工駐守。
- 位於110街及中央公園西（只限南行，部分時間）交界的費德里克·道格拉斯圓環（英语：Frederick Douglass Circle）西北角的一條樓梯[16]
- 中央公園西及西109街的西南角（兩個月台，全時間）的一條樓梯[16]
- 中央公園西及西109街的東側，位於中央公園內（兩個月台，全時間）的一條樓梯[16]

北行月台曾經設有出入口往費德里克·道格拉斯圓環東北角，這個入口對應南行月台往費德里克·道格拉斯圓環西北角的開放出口，並有「110」字樣但沒有在站名馬賽克下方的箭頭。兩個月台同時在北端設有出入口往111街和費德里克·道格拉斯林蔭路西北角和東北角，北行月台出入口前往東北角，南行月台出入口前往西北角。所有出口都已經由白色磁磚封閉並用作職員專用空間。夾層設有第二出口往109街及中央公園西的西北角。

## 鄰近地點
- 哥倫比亞大學[16]
- 晨邊公園[16]
- 聖者約翰座堂[16]

## 外部連結
- nycsubway.org—IND 8th Avenue: 110th Street/Cathedral Parkway
- nycsubway.org – Migrations Artwork by Christopher Wynter (1999) （页面存档备份，存于）
- Station Reporter – B Train
- Station Reporter – C Train
- The Subway Nut – 110th Street–Cathedral Parkway Pictures （页面存档备份，存于）
- MTA's Arts For Transit – Cathedral Parkway–110th Street (IND Eighth Avenue Line)
- Frederick Douglas Circle entrance from Google Maps Street View
- 109th Street entrance from Google Maps Street View
- 109th Street entrance in Central Park from Google Maps Street View
- Platform from Google Maps Street View